# テレビ劇場
テレビ劇場
1. 1957年から1964年までNHKが総合テレビで編成していたテレビドラマ枠。
2. 1960年から1961年まで日本テレビ系列局が編成していたテレビドラマ枠。歴史小説や時代小説を原作とする作品を中心に放送していた。
3. 1964年から1965年までTBS系列局が編成していたテレビドラマ枠。本項で詳述。
4. サンヨーテレビ劇場。
5. シオノギテレビ劇場。

『テレビ劇場』（テレビげきじょう）は、1964年1月7日から1965年7月13日までTBS系列局が編成していたTBS製作のテレビドラマ枠である。編成時間は毎週火曜 22:00 - 22:30 （日本標準時）。

## 作品リスト
- 青いサファイヤ（1964年1月7日 - 2月11日）
- 罪な女（1964年2月18日 - 2月25日）
- その愛とその美（1964年3月3日 - 3月10日）
- 潮時計（1964年3月17日 - 3月31日）
- 鴉の女（1964年4月7日 - 4月21日）
- 朝の花（1964年4月28日 - 5月26日）
- 女相続人（1964年6月2日 - 6月16日）
- 夫の骨（1964年6月23日 - 6月30日）
- 嵯峨三智子シリーズ （1964年7月7日 - 9月29日）
  - たなばたの夢（1964年7月7日）
  - 可愛い幽霊（1964年7月14日）
  - 岩壁の女（1964年7月21日）
  - 夢に見るロマン（1964年7月28日）
  - じゃがたら文異聞（1964年8月4日）
  - 近松の女（1964年8月11日）
  - 復讐（1964年8月18日）
  - 霧の宿（1964年8月25日）
  - 裏切り（1964年9月1日）
  - 騙す（1964年9月8日）
  - 匂う（1964年9月15日）
  - 二千万円のベビー（1964年9月22日）
  - さようならに敬礼（1964年9月29日）
- 虚空遍歴（1964年10月6日 - 1965年2月23日）
- 連舞（1965年3月2日 - 4月27日）
- この世の花（1965年5月11日 - 7月13日）

## 参考資料
- キー局番組変遷編成ひょ〜
- 毎日新聞縮刷版[どれ?]当該期間？

| TBS系列 火曜22:00枠                        | TBS系列 火曜22:00枠                         | TBS系列 火曜22:00枠 |
| 前番組                                     | 番組名                                      | 次番組              |
| ------------------------------------------ | ------------------------------------------- | ------------------- |
| 花は桜子 （1963年4月2日 - 1963年12月24日） | テレビ劇場 （1964年1月7日 - 1965年7月13日） | スター・ロータリー  |

| スタブアイコン | サブスタブ | この項目は、まだ閲覧者の調べものの参照としては役立たない、テレビ番組に関連した書きかけの項目です。この項目を加筆・訂正などしてくださる協力者を求めています（P:テレビ/PJ:放送または配信の番組）。 |